# Greg Lee
Gregory Scott Lee, detto Greg (Los Angeles, 12 dicembre 1951 – San Diego, 21 settembre 2022), è stato un cestista statunitense, professionista nella ABA, nella NBA e in Germania.
Era il fratello di Chris Lee.

## Carriera
È stato selezionato dagli Atlanta Hawks al settimo giro del Draft NBA 1974 (115ª scelta assoluta).

## Palmarès
- 2 volte campione NCAA (1972, 1973)
- Campionato tedesco: 1

Bayer Leverkusen: 1978-79